# Phragmatobia maculosa
Phragmatobia maculosa är en fjärilsart som beskrevs av Denis och Ignaz Schiffermüller. Phragmatobia maculosa ingår i släktet Phragmatobia och familjen björnspinnare. Inga underarter finns listade i Catalogue of Life.